# Dongbeititan
Genre
Espèce
Dongbeititan est un genre fossile de titanosaure du Crétacé inférieur retrouvé dans la formation géologique de formation d'Yixian, à Beipiao, Liaoning (Chine). L'espèce-type, D. dongi, a été décrite par X. Wang et al. en 2007. Le nom générique réfère à Dongbei ainsi qu'au grec « titan », une sorte de géant de la mythologie grecque. Le nom spécifique a été donné en l'honneur du paléontologue chinois Dong Zhiming.
L'espèce type est basée sur l'holotype DNHM D2867, composé d'os des membres postérieurs, de la ceinture scapulaire, du pelvis, ainsi que de vertèbres.
Le genre se rapproche d'Euhelopus, de Fusuisaurus et de Huanghetitan.